# ウーゴ・ソテロ
ウーゴ・ソテロ・ゴメス（Hugo Sotelo Gómez、2003年12月19日 - ）は、スペイン・ガリシア州ビーゴ出身のサッカー選手。セルタ・デ・ビーゴB所属。ポジションはMF。

## クラブ経歴
ガリシア州のビーゴに生まれ、セルタ・デ・ビーゴのカンテラで育成された。2021年5月16日、2-1で勝利したFCバルセロナ戦にてトップチームデビューを果たした。